# A. H. Brown
Albert Holmes Brown (* 5. Januar 1823 in Baton Rouge, Louisiana; † 27. Dezember 1910 in Oregon) war ein US-amerikanischer Politiker (Demokratische Partei).

## Werdegang
Albert Holmes Brown, Sohn von Mary Baker (1789–1832) und Asa Claxton Brown (1782–1843), wurde 1823 im East Baton Rouge Parish geboren. Seine Jugendjahre waren von der Wirtschaftskrise von 1837 überschattet. Während des folgenden Mexikanisch-Amerikanischen Krieges diente er als Freiwilliger in seinem Heimatstaat. Nach dem Ende des Krieges überquerte er die Great Plains in Richtung Kalifornien und erreichte es 1849. Er führte dann bis 1863 Maultiertrecks zwischen San Francisco (Kalifornien) und Portland (Oregon). Während dieser Zeit heiratete er am 21. März 1860 Roberta Heinrietta Hunstock in Milford (Louisiana), Tochter von Eliza Worth Holmes und George William Henry Hunstock. Das Paar bekam mindestens fünf Kinder: Frances Eliza (1861–1920), Asa Lee (1864–1946), Roberta Winifred „Winnie“ (1865–1910), Ella Louise (1868–1961) und Lelia Jeannette (1870–1876). Brown ließ sich 1863 in Auburn (Oregon) nieder. Damals war es noch eine blühende Bergwerk, heute existiert es nicht mehr. Die folgenden Jahre waren vom Bürgerkrieg überschattet.
Bei den Wahlen im Jahr 1872 wurde er für das Baker County in den Senat von Oregon gewählt. 1874 wurde er zum Treasurer of State von Oregon gewählt. Er bekleidete den Posten vom 14. September 1874 bis zum 9. September 1878.
In diesem Jahr, 1878, zog er sich aus der Politik zurück und kehrte auf seine Farm im Baker County zurück, wo er bis 1897 verblieb. Zu dieser Zeit zog er nach Portland (Oregon). Er gehörte den Freimaurern an. 1856 trat er der ansässigen Loge in Yreka (Kalifornien) bei. Später war er Großmeister der Loge in Baker City (Oregon). Nach seinem Tod 1910 wurde er eingeäschert. Seine Asche wurde dann auf dem Riverview Cemetery in Portland beigesetzt.